# Mladen Kuchev
Mladen Kuchev (né le 29 janvier 1947) est un haltérophile bulgare.

## Palmarès

### Jeux olympiques
- Mexico 1968
  - 9e en moins de 67,5 kg.
- Munich 1972
  -  Médaille d'argent en moins de 67,5 kg.

### Championnats du monde
- Championnats du monde d'haltérophilie 1969
  -  Médaille d'argent.
- Championnats du monde d'haltérophilie 1970
  -  Médaille d'argent.
- Munich 1972
  -  Médaille d'argent.
- Championnats du monde d'haltérophilie 1973
  -  Médaille d'argent.
- Championnats du monde d'haltérophilie 1975
  -  Médaille de bronze.

### Championnats d'Europe
- Championnats d'Europe d'haltérophilie 1969
  -  Médaille d'or.
- Championnats d'Europe d'haltérophilie 1970
  -  Médaille d'or.
- Championnats d'Europe d'haltérophilie 1972
  -  Médaille d'or
- Championnats d'Europe d'haltérophilie 1973
  -  Médaille d'argent.
- Championnats d'Europe d'haltérophilie 1975
  -  Médaille de bronze[1].